# Henry Martens
Henry Martens (* 24. Mai 1987 in Engelskirchen) ist ein ehemaliger deutscher Eishockeyspieler, der als Flügelstürmer unter anderem für die Kölner Haie, Iserlohn Roosters, Nürnberg Ice Tigers und Düsseldorfer EG in der Deutschen Eishockey Liga (DEL) spielte.

## Karriere
Henry Martens begann mit dem Eishockey in der Jugend der Kölner Haie, wo er alle Juniorenteams durchlief und in der Spielzeit 2002/03 erstmals in der DNL-Mannschaft des KEC zum Einsatz kam. In den folgenden Jahren gehörte der Flügelstürmer dort zu einem der besten Spieler und Scorer, sodass er zur Saison 2005/06 einen Profivertrag bei den Haien erhielt und erstmals in der Deutschen Eishockey Liga eingesetzt wurde. Den Großteil des Jahres spielte Martens jedoch mit einer Förderlizenz für die Ratinger Ice Aliens in der Oberliga. Auch die Folge-Spielzeit begann der Linksschütze in Ratingen, nach dem finanziellen Aus der Ice Aliens wechselte er jedoch zum Ligakonkurrenten Heilbronner Falken und kam weiterhin sporadisch in der DEL zum Einsatz.
Zur Spielzeit 2007/08 unterschrieb Henry Martens einen Vertrag bei den Iserlohn Roosters, wo er an der Seite seines ehemaligen Teamkollegen Matthias Potthoff, mit dem er schon bei den Kölner Junghaien zusammen gespielt hatte, regelmäßig in der DEL zum Einsatz kam. Auch in der Saison 2008/09 stand er im Kader der Sauerländer und sollte dabei hauptsächlich in der neuformierten vierten Angriffsreihe zum Einsatz kommen. Nachdem Martens allerdings regelmäßig in der dritten Sturmformation auflief, verletzte er sich am 26. Dezember 2008 in einem Spiel gegen die Kölner Haie so stark an der Schulter, dass die Saison für ihn beendet war. Von den Roosters erhielt er nach der Spielzeit kein neues Vertragsangebot mehr. Anfang Juni 2009 unterschrieb Martens bei den Nürnberg Ice Tigers einen Einjahresvertrag.
Zwischen 2010 und 2012 stand Martens bei den Dresdner Eislöwen aus der 2. Bundesliga unter Vertrag und erhielt zudem eine Förderlizenz für die Iserlohn Roosters, ehe er im Mai 2012 zur Düsseldorfer EG wechselte. Zur Saison 2013/14 wechselte er zu den Bietigheim Steelers in die DEL2. Zwischen 2014 und 2016 spielte er beim DEL2-Aufsteiger Löwen Frankfurt.
Von 2016 bis 2018 stand Martens bei den Heilbronner Falken unter Vertrag. Zur Saison 2018/19 unterschrieb er einen Einjahresvertrag bei den Bayreuth Tigers. Bei den Tigers kam Martens, der in der Saison 2019/20 als Assistenzkapitän fungierte, auf 95 Spiele, erzielte 8 Tore selbst und bereitete 18 Tore vor. Im Mai 2020 wechselte er innerhalb der DEL2 zum EV Landshut, bei dem er zwei Spielzeiten absolvierte Nach einer Saison bei den Moskitos Essen in der Oberliga beendete er im März 2023 seine Karriere.

### International
Henry Martens spielte in allen Nachwuchs-Nationalmannschaften des Deutschen Eishockey-Bundes. Bei der U18-Weltmeisterschaft 2005 gelang ihm mit der Auswahl der Klassenerhalt. Bei der U20-WM 2007 verpasste er mit der deutschen Mannschaft den Klassenerhalt hingegen knapp.

## Erfolge und Auszeichnungen
- DNL-Vizemeister 2003 und 2004 mit den Kölner Junghaien

## Karrierestatistik

### International
Vertrat Deutschland bei:
- World U-17 Hockey Challenge 2004
- U18-Weltmeisterschaft 2005
- U20-Weltmeisterschaft 2007

(Legende zur Spielerstatistik: Sp oder GP = absolvierte Spiele; T oder G = erzielte Tore; V oder A = erzielte Assists; Pkt oder Pts = erzielte Scorerpunkte; SM oder PIM = erhaltene Strafminuten; +/− = Plus/Minus-Bilanz; PP = erzielte Überzahltore; SH = erzielte Unterzahltore; GW = erzielte Siegtore; 1 Play-downs/Relegation; Kursiv: Statistik nicht vollständig)